# Villers-sous-Saint-Leu
Villers-sous-Saint-Leu é uma comuna francesa na região administrativa de Altos da França, no departamento de Oise. Estende-se por uma área de 4,37 km². Em 2010 a comuna tinha 2 384 habitantes (densidade: 545,5 hab./km²).